# Claudia López
Pour les articles homonymes, voir López.
Claudia Nayibe López Hernández, née à Bogota le 9 mars 1970, est une femme politique colombienne, maire de Bogota de 2020 à 2023.

## Biographie
Diplômée en finances, administration publique et relations internationales de l'université Externado de Colombie, elle a aussi obtenu une maîtrise en administration publique et politique urbaine à l'université Columbia de New York et un doctorat en sciences politiques à l'université Northwestern de Chicago.
En 1989-1990, elle s'implique dans le mouvement étudiant Séptima papeleta, qui est à l'origine de l'Assemblée constituante de Colombie de 1991. Elle collabore ensuite à différents médias colombiens, comme l'émission Hora 20 (Caracol Radio), le quotidien El Tiempo et la revue Semana. Elle travaille également pour la Mission d'observation électorale et participe aux enquêtes qui mènent à la découverte du scandale de la parapolitique en 2006. En 2009, elle est licenciée de El Tiempo après avoir écrit une chronique critique à propos du journal.
En 2014, elle est élue au Sénat pour le parti écologiste Alliance verte. En décembre 2016, elle tente d'être candidate à l'élection présidentielle de 2018, puis se rallie à Sergio Fajardo, dont elle est la candidate à la vice-présidence. Celui-ci ayant pris la troisième place du premier tour de l'élection, elle soutient Gustavo Petro au second tour.
Le 27 octobre 2019, elle est élue maire de Bogota, avec 35,2 % des voix. Elle entre en fonction le 1er janvier 2020 et devient ainsi la première femme élue à diriger la capitale colombienne et la première maire homosexuelle d'une capitale américaine,.
Il lui a été reproché, comme à de nombreux autres responsables politiques colombiens, une instrumentalisation xénophobe de la crise migratoire vénézuélienne en associant l’insécurité à la migration vénézuélienne. Les Vénézuéliens représentent pourtant moins de 4 % du total des personnes arrêtées pour un crime en Colombie entre 2018 et 2020. D'après le  média en ligne The Conversation, « Claudia López renforce la construction d’imaginaires sociaux qui alimentent l’aporophobie – ou l’hostilité envers la pauvreté – et la xénophobie à travers un discours systématiquement discriminatoire et profondément populiste ».